# キノコ体

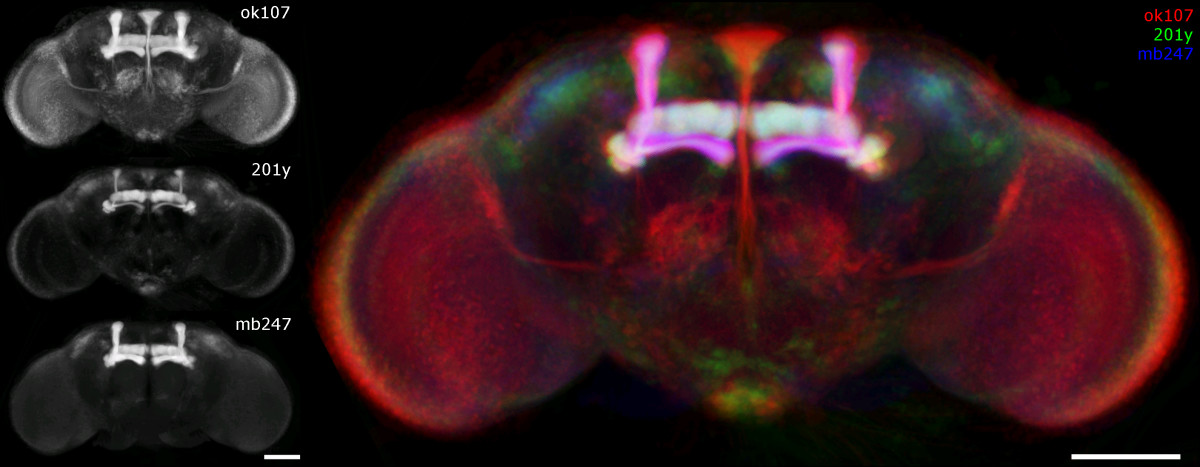
キイロショウジョウバエのキノコ体（ハイライト部分）

キノコ体（きのこたい、英語: mushroom bodies, ラテン語: corpora pedunculata）とは、昆虫などの節足動物の脳にあるキノコ型の構造物で、記憶中枢として働く主要な部分である。

## 関連記事
- シナプス
- 神経幹細胞
- 神経伝達物質
- 脳科学